# قائمة الأوسمة في مصر
هذه قائمة لأرفع الأوسمة المدنية التي تمنح في مصر، تمنح هذه الأوسمة فقط من قبل رئيس الجمهورية كتكريم لكل من قدم خدمات جليلة ولكل من عمل على رفع شأن الدولة. تكون هذه الجوائز على شكل قلادات أو ميداليات، ويحصل صاحبها على جائزة مالية وبعض المميزات، بالإضافة إلى مميزات يحصل عليها في الاحتفالات والبروتوكولات.

## التشريعات المنظمة
- الأوامر السلطانية الصادرة في عام 1915.[1]
- أمر ملكي رقم 96 لسنة 1922 في شأن نيشان إسماعيل.
  - التعديلات:
    - أمر ملكي رقم 48 لسنة 1936.
- أمر ملكي رقم 6 لسنة 1923 في شأن تعديل نيشان الفلاحة.
- أمر ملكي رقم 80 لسنة 1928 في شأن نوط الرضا.
- أمر ملكي رقم 4 لسنة 1923 في شأن قلادة محمد علي والوشاح الأكبر من نيشان محمد علي.
  - التعديلات:
    - أمر ملكي رقم 50 لسنة 1926.
    - أمر ملكي رقم 12 لسنة 1936.
- أمر ملكي رقم 5 لسنة 1923 في شأن نيشان النيل.
  - التعديلات:
    - أمر ملكي رقم 49 لسنة 1926.
- أمر ملكي رقم 7 لسنة 1923 في شأن نيشان الكمال.
- أمر ملكي رقم 8 لسنة 1923 في شأن نوط الجدارة.
  - التعديلات:
    - أمر ملكي رقم 71 لسنة 1928.
- أمر ملكي رقم 9 لسنة 1923 في شأن نوط الواجب.
  - التعديلات:
    - أمر ملكي رقم 23 لسنة 1930.
- أمر ملكي رقم 95 لسنة 1923 في شأن نجمة الملك فؤاد العسكرية.
- أمر ملكي رقم 61 لسنة 1932 في شأن نيشان الزراعة.
- أمر ملكي رقم 62 لسنة 1932 في شأن نيشان المعارف.
- أمر ملكي رقم 63 لسنة 1932 في شأن نيشان الصناعة.
- أمر ملكي رقم 23 لسنة 1936 في شأن قلادة فؤاد الأول.
  - التعديلات:
    - أمر ملكي رقم 13 لسنة 1936.
- أمر ملكي رقم 5 لسنة 1952 في شأن إنشاء نيشان التحرير وميدالية التحرير.[2]
  - التعديلات:
    - أمر ملكي رقم 1 لسنة 1953.[3]
- أمر ملكي رقم 19 لسنة 1953 في شأن إنشاء نيشان نجمة التحرير وميدالية نجمة التحرير.[4]
- القانون رقم 333 لسنة 1953 في شأن الأوسمة والأنواط والميداليات العسكرية.[5]
  - التعديلات:
    - القانون رقم 281 لسنة 1954.[6]
    - القانون رقم 465 لسنة 1954.[7]
    - القانون رقم 53 لسنة 1955.[8]
- القانون رقم 528 لسنة 1953 في شأن الأوسمة والأنواط المدنية.[9]
  - التعديلات:
    - القانون رقم 109 لسنة 1954.[10]
    - القانون رقم 597 لسنة 1954.[11]
    - القانون رقم 130 لسنة 1955.[12]
    - القانون رقم 139 لسنة 1955.[13]
- القانون رقم 131 لسنة 1955 في شأن نوط الجلاء العسكري.[14]
  - التعديلات:
    - القانون رقم 319 لسنة 1955.[15]
- القانون رقم 248 لسنة 1956 في شأن نوط الاستقلال العسكري.[16]
- القانون رقم 249 لسنة 1956 في شأن نوط الاستقلال.[17]
  - التعديلات:
    - القانون رقم 274 لسنة 1956.[18]
- قرار رئيس الجمهورية رقم 1550 لسنة 1958 في شأن الوسام التذكاري لقيام الجمهورية العربية المتحدة.[19]
- القانون رقم 232 لسنة 1959 في شأن شروط الخدمة والترقية لضباط القوات المسلحة (المادة 122).[20]
  - التعديلات:
    - القانون رقم 25 لسنة 1984.[21]
    - القانون رقم 108 لسنة 1985.[22]
    - القانون رقم 140 لسنة 1988.[23]
    - القانون رقم 203 لسنة 1990.[24]
    - القانون رقم 182 لسنة 2005.[25]
- قرار رئيس الجمهورية رقم 1851 لسنة 1959 في شأن إنشاء ميدالية يوم الجيش.[26]
- قرار رئيس الجمهورية رقم 2092 لسنة 1960 في شأن إنشاء ميدالية يوم البحرية.[27]
- قرار رئيس الجمهورية رقم 2752 لسنة 1962 في شأن إنشاء وسام الجمهورية العسكري للتشكيلات والوحدات.[28]
- القانون رقم 106 لسنة 1964 في شأن شروط الخدمة والترقية لضباط الشرف والمساعدين وضباط الصف والجنود بالقوات المسلحة (المادة 97).[29]
- قرار رئيس الجمهورية رقم 1354 لسنة 1964 في شأن ميدالية السد العالي.[30]
- القانون رقم 12 لسنة 1972 في شأن الأوسمة والأنواط المدنية.[31]
  - التعديلات:
    - القانون رقم 12 لسنة 2024.[32]
- قرار رئيس الجمهورية رقم 742 لسنة 1972 في شأن إنشاء نوط الخدمة الممتازة.[33]
- قرار رئيس الجمهورية رقم 743 لسنة 1972 في شأن إنشاء ميدالية تذكارية للعيد العشرين للثورة.[34]
- قرار رئيس الجمهورية رقم 1602 لسنة 1972 في شأن إضافة نوط التعبئة إلى الأنواط العسكرية.[35]
- القانون رقم 9 لسنة 1974 في شأن إنشاء وسام نجمة سيناء.[36]
- قرار رئيس الجمهورية رقم 209 لسنة 1978 في شأن إنشاء ميدالية يوم الدفاع الجوي.[37]
- القانون رقم 123 لسنة 1981 في شأن خدمة ضباط الشرف وضباط الصف والجنود بالقوات المسلحة.[38]
  - التعديلات:
    - القانون رقم 26 لسنة 1984.[39]
    - القانون رقم 109 لسنة 1985.[40]
- قرار رئيس الجمهورية رقم 189 لسنة 1982 في شأن إنشاء نوط 25 أبريل التذكاري.[41]
- قرار رئيس الجمهورية رقم 183 لسنة 1997 في شأن إنشاء ميدالية تسمى ميدالية الخدمة الطويلة (للعاملين في المخابرات العامة).[42]
- قرار رئيس الجمهورية رقم 318 لسنة 1998 في شأن إنشاء ميدالية تذكارية لمقاتلي أكتوبر 1973 للمشاركين والمساهمين في حرب أكتوبر 1973 بمناسبة مرور خمسة وعشرين عاماً على هذه الحرب المجيدة.[43]
- قرار رئيس المجلس الأعلى للقوات المسلحة رقم 18 لسنة 2012 بشأن إنشاء ميدالية 25 يناير 2011.[44]
  - التعديلات:
    - قرار رئيس المجلس الأعلى للقوات المسلحة رقم 42 لسنة 2012.[45]
- قرار رئيس الجمهورية رقم 50 لسنة 2014 بشأن إنشاء ميدالية 30 يونيو 2013.[46]
- قرار رئيس الجمهورية رقم 550 لسنة 2020 بشأن إنشاء نوط وميدالية تذكارية للعملية الشاملة بسيناء.[47]

## القائمة
قائمة الأوسمة والأنواط والميداليات والقلادات والنياشين المصرية.
| الاسم                                      | الصورة | الصورة | الصورة                                                                   | النوع   | الطبيعة                                     | الطبقات                                                  | العهد             | تاريخ الإنشاء | التشريع | الحالة   | الوصف |
| الاسم                                      | الوجه  | الظهر  | الشريط                                                                   | النوع   | الطبيعة                                     | الطبقات                                                  | العهد             | تاريخ الإنشاء | التشريع | الحالة   | الوصف |
| ------------------------------------------ | ------ | ------ | ------------------------------------------------------------------------ | ------- | ------------------------------------------- | -------------------------------------------------------- | ----------------- | ------------- | --- | -------- | --- |
| نيشان محمد علي                             |        |        |                                                                          | نيشان   |                                             | قلادة محمد علي، وطبقتين: الأولى "الوشاح الأكبر" والثانية | السلطاني / الملكي |               | | ملغي     | هو وسام مصري، أنشئ في عهد السلطنة المصرية سنة 1915م، بعد انفصال مصر عن السلطة الاسمية للدولة العثمانية. ينقسم نيشان محمد علي إلى: ثلاث طبقات: - طبقة «القلادة»، وهي خاصة بسيد النيشان الأكبر، أي السلطان. - طبقة «الوشاح الأكبر» - الطبقة الثانية نوطين (أو ميداليتين)، أحدهما من الذهب والآخر من الفضة، وهما خاصان بالموظفين العسكريين البريين والبحريين فقط. ويمنح الوشاح الأكبر من نيشان محمد علي حامله لقب «حضرة صاحب المعالي». |
| نيشان إسماعيل                              |        |        |                                                                          | نيشان   |                                             |                                                          | الملكي            |               | | ملغي     | هو أحد الأوسمة التي كانت تُمنح في مصر إبان الحقبة الملكية. أنشأه السلطان حسين كامل في 14 أبريل 1915 لمكافأة من يؤدون خدمات استثنائية، وسمي بهذا الاسم نسبة إلى الخديوي إسماعيل، وكان يجوز منحه للمصريين والأجانب. يشتمل نيشان إسماعيل على أربع طبقات. يحمل أصحاب الوشاح الأكبر الوسام الأكبر على صدورهم من الناحية اليسرى، ويتشحون من اليمين بوشاح أزرق بحاشيتين حمراوين، ويكون في نهاية الوشاح وسام مماثل لوسام الدرجة الثالثة. ألغي نيشان إسماعيل عقب قيام الجمهورية سنة 1953. |
| نيشان النيل                                |        |        |                                                                          | نيشان   |                                             | خمس طبقات                                                | السلطاني / الملكي |               | | ملغي     | |
| نيشان الفلاحة                              |        |        |                                                                          | نيشان   |                                             | طبقتين                                                   | السلطاني / الملكي |               | | ملغي     | |
| نيشان الكمال                               |        |        |                                                                          | نيشان   | مدني للسيدات                                | ثلاث طبقات                                               | السلطاني / الملكي |               | | ملغي     | هو أحد الأوسمة التي كانت تُمنح إبان الحقبة الملكية في مصر. تأسس النيشان بموجب أمر سلطاني أصدره السلطان حسين كامل سنة 1915م، واحتُفظ به في عهد الجمهورية سنة 1953م، ويُمنح هذا النيشان للسيدات فقط. يتكون نيشان الكمال من أربع طبقات هي: - الطبقة الممتازة (أو الطبقة العليا): وتسمى وسام الكمال المرصع، وتختص به الملكة وذوات التيجان، ويجوز منحة لأميرات البيت الملكى، وأميرات البيوت المالكة، وهو محلى بالاحجار الكريمة، ويُحمل على الجهة اليسرى من الصدر. وتتشح ربات هذه الطبقة بوشاح عريض من اللون الأزرق بحاشيتين منسوجتين من الذهب، وفي نهايته وسام صغير محلى بالاحجار الكريمة. - الطبقة الأولى - الطبقة الثانية - الطبقة الثالثة نصت المادة التاسعة من القانون 12 لسنة 1972م على أن يُمنح وسام الكمال "للسيدات اللائي يؤدين خدمات ممتازة للبلاد أو للإنسانية من المواطنات وغيرهن. ويشتمل الوسام علي أربع طبقات: الممتازة، الأولى، الثانية، الثالثة. وتخصص الطبقة الممتازة من الوسام لعقيلات رؤساء الدول، ويجوز إهداؤها لعقيلات أولياء العهود أو نواب الرؤساء". |
| نيشان الزراعة                              |        |        |                                                                          | نيشان   |                                             |                                                          | الملكي            |               | | غير قائم | |
| نيشان المعارف                              |        |        |                                                                          | نيشان   |                                             |                                                          | الملكي            |               | | غير قائم | |
| نيشان الصناعة                              |        |        |                                                                          | نيشان   |                                             |                                                          | الملكي            |               | | غير قائم | |
| قلادة فؤاد الأول                           |        |        |                                                                          | قلادة   |                                             |                                                          | الملكي            |               | | غير قائم | |
| قلادة النيل                                |        |        |                                                                          | قلادة   | مدني                                        |                                                          | الجمهوري          |               | | قائم     | |
| قلادة الجمهورية                            |        |        |                                                                          | قلادة   | مدني                                        |                                                          | الجمهوري          |               | | قائم     | |
| وشاح النيل                                 |        |        |                                                                          | وشاح    | مدني                                        |                                                          | الجمهوري          |               | | قائم     | |
| وسام الجمهورية                             |        |        |                                                                          | وسام    | مدني                                        | طبقتين: الأولى والثانية                                  | الجمهوري          |               | | قائم     | |
| وسام الاستحقاق                             |        |        | الدرجة الأولى الدرجة الثاني الدرجة الثالثة الدرجة الرابعة الدرجة الخامسة | وسام    | مدني                                        |                                                          | الجمهوري          |               | | قائم     | |
| وسام الكمال                                |        |        |                                                                          | وسام    | مدني                                        |                                                          | الجمهوري          |               | | قائم     | |
| وسام العمل                                 |        |        |                                                                          | وسام    | مدني                                        |                                                          | الجمهوري          |               | | قائم     | |
| وسام العلوم والفنون                        |        |        |                                                                          | وسام    | مدني                                        |                                                          | الجمهوري          |               | | قائم     | |
| وسام الرياضة                               |        |        |                                                                          | وسام    | مدني                                        |                                                          | الجمهوري          |               | | قائم     | |
| وسام البناء العظيم                         |        |        |                                                                          | وسام    | مدني                                        |                                                          | الجمهوري          |               | | قائم     | |
| نوط الامتياز                               |        |        |                                                                          | نوط     | مدني                                        |                                                          | الجمهوري          |               | | قائم     | |
| نوط الاستحقاق                              |        |        |                                                                          | نوط     | مدني                                        |                                                          | الجمهوري          |               | | قائم     | |
| ميدالية الخدمة الطويلة                     |        |        |                                                                          | ميدالية | مدني للعاملين في المخابرات العامة           |                                                          | الجمهوري          |               | | قائم     | |
| نوط الاستقلال                              |        |        |                                                                          | نوط     | مدني                                        |                                                          | الجمهوري          |               | |          | |
| ميدالية السد العالي                        |        |        |                                                                          | ميدالية | مدني                                        |                                                          | الجمهوري          |               | | ملغي     | |
| وسام المعارف                               |        |        |                                                                          | وسام    | مدني                                        | ثلاث طبقات                                               | الجمهوري          |               | القانون رقم 528 لسنة 1953                                                                                           | ملغي     | |
| وسام التربية والتعليم                      |        |        |                                                                          | وسام    | مدني                                        | ثلاث طبقات                                               | الجمهوري          |               | القانون رقم 597 لسنة 1954                                                                                           | ملغي     | |
| وسام الزراعة                               |        |        |                                                                          | وسام    | مدني                                        |                                                          | الجمهوري          |               | القانون رقم 528 لسنة 1953                                                                                           | ملغي     | |
| وسام التجارة والصناعة                      |        |        |                                                                          | وسام    | مدني                                        | ثلاث طبقات                                               | الجمهوري          |               | القانون رقم 528 لسنة 1953                                                                                           | ملغي     | |
| نوط الشجاعة                                |        |        |                                                                          | نوط     | مدني                                        | ثلاث طبقات                                               | الجمهوري          |               | القانون رقم 528 لسنة 1953                                                                                           | ملغي     | |
| نوط التعبئة                                |        |        |                                                                          | نوط     | مدني                                        | ثلاث طبقات                                               | الجمهوري          |               | القانون رقم 528 لسنة 1953                                                                                           | ملغي     | |
| نوط الواجب                                 |        |        |                                                                          | نوط     | مدني                                        | ثلاث طبقات                                               | الجمهوري          |               | القانون رقم 528 لسنة 1953                                                                                           | ملغي     | |
| نوط الاستقامة                              |        |        |                                                                          | نوط     | مدني                                        | ثلاث طبقات                                               | الجمهوري          |               | القانون رقم 528 لسنة 1953                                                                                           | ملغي     | |
| نوط الرماية                                |        |        |                                                                          | نوط     | مدني                                        | ثلاث طبقات                                               | الجمهوري          |               | القانون رقم 528 لسنة 1953                                                                                           | ملغي     | |
| نوط الرياضة                                |        |        |                                                                          | نوط     | مدني                                        | ثلاث طبقات                                               | الجمهوري          |               | القانون رقم 528 لسنة 1953                                                                                           | ملغي     | |
| وسام نجمة التحرير                          |        |        |                                                                          | وسام    | مدني                                        |                                                          | الجمهوري          |               | القانون رقم 130 لسنة 1955                                                                                           | ملغي     | |
| نوط نجمة التحرير                           |        |        |                                                                          | نوط     | مدني                                        |                                                          | الجمهوري          |               | القانون رقم 130 لسنة 1955                                                                                           | غير قائم | |
| نوط الجلاء                                 |        |        |                                                                          | نوط     | مدني                                        |                                                          | الجمهوري          |               | القانون رقم 139 لسنة 1955                                                                                           | ملغي     | |
| نجمة الملك فؤاد العسكرية                   |        |        |                                                                          |         | عسكري للقوات المسلحة                        |                                                          | الملكي            |               | | ملغي     | |
| نوط محمد علي                               |        |        |                                                                          | نوط     | عسكري للقوات المسلحة                        | طبقتين: ذهبي، فضي                                        | الملكي            |               | | ملغي     | |
| نوط الجدارة                                |        |        |                                                                          | نوط     | عسكري للقوات المسلحة                        | ثلاث طبقات: ذهبي, فضي، بروزني                            | الملكي            |               | | ملغي     | |
| نوط الرضا                                  |        |        |                                                                          | نوط     | عسكري للقوات المسلحة                        | ثلاث طبقات: ذهبي, فضي، بروزني                            | الملكي            |               | | ملغي     | |
| نيشان التحرير                              |        |        |                                                                          | نيشان   | عسكري للقوات المسلحة                        |                                                          | الملكي            |               | | ملغي     | |
| ميدالية التحرير                            |        |        |                                                                          | ميدالية | عسكري للقوات المسلحة                        |                                                          | الملكي            |               | | ملغي     | |
| نيشان نجمة التحرير                         |        |        |                                                                          | نيشان   | عسكري للقوات المسلحة                        |                                                          | الملكي            |               | | ملغي     | |
| ميدالية نجمة التحرير                       |        |        |                                                                          | ميدالية | عسكري للقوات المسلحة                        |                                                          | الملكي            |               | | ملغي     | |
| وسام الجمهورية العسكري للوحدات العسكرية    |        |        |                                                                          |         | عسكري للقوات المسلحة                        |                                                          |                   |               | القانون رقم 9 لسنة 1974                                                                                             |          | هو وسام عسكري مصري يمنح لأي تشكيل أو وحدة أو كتيبة تصل حتى إلى مستوى الفرقة أو اللواء بكافة التخصصات في القتال تمجيدا لها لما قام به أفرادها من أعمال ممتازة. وهو مطابق لوسام الجمهورية من الطبقة الأولى مضافًا إليه نجمة أعلى الرصيعة. |
| وسام التحرير (ضباط)                        |        |        |                                                                          |         | عسكري للقوات المسلحة                        |                                                          |                   |               | |          | هو وسام عسكري مصري أنشئ في 29 أغسطس 1952م ويمنح لضباط القوات المسلحة العاملين في 23 يوليو 1952م. |
| وسام ذكرى قيام الجمهورية العربية المتحدة   |        |        |                                                                          |         | عسكري للقوات المسلحة                        |                                                          |                   |               | |          | هو وسام عسكري مصري منح لجميع أفراد القوات المسلحة العاملين في 1 فبراير 1958 بمناسبة ذكرى قيام الجمهورية العربية المتحدة بين مصر وسوريا. وبدأ منح ذلك الوسام في 18 ديسمبر 1958. |
| وسام نجمة سيناء                            |        |        |                                                                          |         |                                             | طبقتين أولى وثانية                                       |                   |               | القانون رقم 9 لسنة 1974                                                                                             |          | هو أعلى وسام عسكري مصري ويعادل نجمة الشرف العسكرية، ويعطى من طبقتين، ويمنح لأي ضابط أو ضابط شرف أو مساعد أو ضابط صف أو جندي بالقوات المسلحة أدى أعمالا استثنائية خارقة في القتال المباشر مع العدو بمسرح العمليات تدل على بسالة نادرة وقدرة فذة وتفانٍ في الفداء ترتب عليها إلحاق خسائر فادحة بالعدو بإحباط خططه أو هزيمة قواته أو أسر وحداته أو تدمير مواقعه ومعداته أو الاستيلاء عليها سواء في البر أو البحر أو الجو خلال حرب أكتوبر أو ما سبقها. أُنشئ الوسام في عام 1972. ويتكون الوسام من شريط وميدالية. الشريط عبارة عن ثلاثة خطوط أفقية أحمر وأبيض وأسود على الترتيب. ويوضع نسر ذهبي على شريط الوسام من الطبقة الأولى. يمنح حامل الوسام ميدالية منقوشة بالذهب، بالإضافة إلى مكافأة شهرية اسثنائية ومعفاة من الضرائب، وتصرف له طوال فترة خدمته أو بعد التقاعد أو تصرف لصالح ورثته في حال منح الوسام لمن استشهد، بالإضافة إلى العديد من المميزات الأخرى. |
| وسام نجمة الشرف                            |        |        |                                                                          |         |                                             |                                                          |                   |               | القانون رقم 232 لسنة 1959 - مادة 122                                                                                |          | يمنح الوسام لأي ضابط في القوات المسلحة أدى خدمات أو أعمالا استثنائية تدل على التضحيةوالشجاعة الفائقة في مواجهة العدو،ومن يمنح هذا الوسام يستحق مكافأة شهرية وكذلك تعليم أبنائه وإخوته الذين يعولهم بالمجان طوال مراحل الدراسة المختلفة متى استوفوا شروط القبول. |
| وسام النجمة العسكرية                       |        |        |                                                                          |         |                                             |                                                          |                   |               | - القانون رقم 333 لسنة 1953 - القانون رقم 232 لسنة 1959 - مادة 122                                                  |          | يمنح الوسام لأي ضابط في القوات المسلحة أدى خدمة فائقة في الميدان أو قام بعمل دال على شجاعة ممتازة في ميدان القتال كما يجوز منحها لأي ضابط أجنبي اشترك بامتياز في الأعمال الحربية بالقوات المصرية،وكلما قام ضابط من الضباط الحائزين لهذا الوسام بعمل يؤهله للإنعام عليه مرة أخرى يجوز منحه الوسام مرة أخرى. |
| نوط التحرير (درجات أخرى)                   |        |        |                                                                          |         |                                             |                                                          |                   |               | |          | |
| نوط الجلاء العسكري                         |        |        |                                                                          |         |                                             |                                                          |                   |               | |          | |
| نوط الإستقلال العسكري                      |        |        |                                                                          |         |                                             | طبقة أولى - طبقة ثانية                                   |                   |               | قانون رقم 248 لسنة 1956                                                                                             |          | هو نوط عسكري مصري أنشأ في 16 يونيو 1956 بمناسبة مغادرة آخر وحدة عسكرية بريطانية الأراضي المصرية. ويتكون النوط من طبقتين: الأولى للضباط والثانية للجنود، وتم تخصيص علامة صدر لحامليه، ويمنح لأفراد القوات المسلحة الموجودين في الخدمة يوم الجلاء. |
| نوط النصر                                  |        |        |                                                                          |         |                                             |                                                          |                   |               | |          | |
| نوط تحرير سيناء نوط 25 إبريل 1982          |        |        |                                                                          |         |                                             |                                                          |                   |               | |          | |
| نوط الجمهورية العسكري                      |        |        |                                                                          |         |                                             | طبقتين: ذهبي، فضي                                        |                   |               | - القانون رقم 333 لسنة 1953 - القانون رقم 232 لسنة 1959 - مادة 122                                                  |          | يمنح النوط لمن قام بأعمال مجيدة في الميدان من رجال القوات المسلحة أي كانت رتبته ويشتمل النوط على طبقتين ويكون تعيين درجة النوط بحسب العمل الممنوح من أجله ويضاعف راتب الذين ينالون النوط من الدرجة الأولى من ضباط الصف والعساكر أما النوط من الدرجة الثانية فيترتب عليه زيادة تعادل نصف راتبهم. |
| نوط الشجاعة العسكري                        |        |        |                                                                          |         |                                             | ثلاث طبقات: ذهبي، فضي، برونزي                            |                   |               | - القانون رقم 333 لسنة 1953 - القانون رقم 232 لسنة 1959 - مادة 122                                                  |          | يمنح النوط لمن يقوم بما يدل على اتصافه بالشجاعة من رجال القوات المسلحة أي كانت رتبته ويكون تعيين درجة النوط بحسب العمل الممنوح من أجله ويشتمل النوط على ثلاث طبقات. |
| نوط الواجب العسكري                         |        |        |                                                                          |         |                                             | ثلاث طبقات: ذهبي، فضي، برونزي                            |                   |               | - القانون رقم 333 لسنة 1953 - القانون رقم 232 لسنة 1959 - مادة 122                                                  |          | يمنح النوط لرجال القوات المسلحة أي كانت رتبتهم الذين يؤدون واجباتهم خلال خدمتهم بأمانة واخلاص أو كانوا يمتازون بالخلق الحسن ويكون تعيين درجة النوط بحسب مقدار أداء الشخص لواجباته ويشتمل النوط على ثلاث طبقات. |
| نوط التدريب                                |        |        |                                                                          |         |                                             | ثلاث طبقات: ذهبي، فضي، برونزي                            |                   |               | القانون رقم 232 لسنة 1959 - مادة 122                                                                                |          | يمنح النوط لمن يصل بوحدته إلى مستوى عالي في التدريب أو لمن يصاب أثناء التدريب وبسببه ويكون تعيين طبقة النوط وفقا لمقدار أداء الشخص لواجباته ويشتمل النوط على ثلاث طبقات. |
| نوط الخدمة الممتازة                        |        |        |                                                                          |         |                                             |                                                          |                   |               | |          | يمنح النوط لضباط القوات المسلحة الذين خدموا فيها ثلاثين عاما خدمة صافية منذ تخرجهم من الكليات والمعاهد العسكرية إذا كانوا قد أدوا أعمالهم بامتياز وأمانة وإخلاص وهو من طبقة واحدة. |
| نوط تذكاري للعملية الشاملة بسيناء          |        |        |                                                                          |         |                                             |                                                          |                   |               | |          | |
| نوط التعبئة                                |        |        |                                                                          |         |                                             | ذهبي - فضي - برونزي                                      |                   |               | |          | يمنح النوط لمن يساهم بامتياز في إعداد القوات المسلحة والبلاد للدفاع ويكون تعيين طبقة النوط وفقا لمقدار ما يبذل من جهود مثمرة في هذا الشأن كما يمنح لضباط القوات المسلحة من ذوي الخبرات الذين يستدعون للخدمة في وقت العمليات الحربية ولأغراضها ويقضون بها سنة من تاريخ الاستدعاء ويشتمل النوط على ثلاث طبقات حيث يمنح النوط من الطبقة الأولى للضباط من رتبة عميد فأقدم ،والنوط من الطبقة الثانية للضباط من رتبة عقيد فأحدث،ويمنح النوط من الطبقة الثالثة لضباط الصف والجنود بالقوات المسلحة الذين يستبقون بالخدمة لمدة خمس سنوات متصلة بعد انتهاء مدة خدمتهم الإلزامية وكذلك الذين يستدعون للخدمة من الاحتياط ويقضون بها خمس سنوات متصلة. |
| نوط شدوان                                  |        |        |                                                                          |         |                                             |                                                          |                   |               | |          | |
| ميدالية الترقية الإستثنائية                |        |        |                                                                          |         |                                             |                                                          |                   |               | القانون رقم 333 لسنة 1953                                                                                           |          | |
| ميدالية الخدمة الطويلة والقدوة الحسنة      |        |        |                                                                          |         |                                             | فضي - برونزي                                             |                   |               | |          | |
| ميدالية جرحى الحرب                         |        |        |                                                                          |         |                                             |                                                          |                   |               | |          | |
| ميدالية فلسطين                             |        |        |                                                                          |         |                                             |                                                          |                   |               | |          | |
| ميدالية 6 أكتوبر 1973                      |        |        |                                                                          |         |                                             |                                                          |                   |               | |          | |
| ميدالية مقاتلي أكتوبر 73                   |        |        |                                                                          |         |                                             |                                                          |                   |               | |          | |
| ميدالية تحرير الكويت                       |        |        |                                                                          |         |                                             |                                                          |                   |               | |          | |
| ميدالية ذكري محمد علي المئوية              |        |        |                                                                          |         |                                             |                                                          |                   |               | |          | |
| ميدالية اليوبيل الفضي للقوات الجوية        |        |        |                                                                          |         |                                             |                                                          |                   |               | |          | |
| ميدالية يوم الجيش                          |        |        |                                                                          |         |                                             |                                                          |                   |               | |          | |
| ميدالية يوم البحرية                        |        |        |                                                                          |         |                                             |                                                          |                   |               | |          | |
| ميدالية العيد العاشر للثورة                |        |        |                                                                          |         |                                             |                                                          |                   |               | |          | |
| ميدالية العيد العشرين للثورة               |        |        |                                                                          |         |                                             |                                                          |                   |               | |          | |
| ميدالية العيد الخمسيني للقوات الجوية       |        |        |                                                                          |         |                                             |                                                          |                   |               | |          | |
| ميدالية يوم الدفاع الجوي                   |        |        |                                                                          |         |                                             |                                                          |                   |               | |          | |
| ميدالية اليوبيل الفضي لنصر أكتوبر          |        |        |                                                                          |         |                                             |                                                          |                   |               | |          | |
| ميدالية اليوبيل الذهبي لثورة 23 يوليو 1952 |        |        |                                                                          |         |                                             |                                                          |                   |               | |          | |
| ميدالية اليوبيل الفضي لتحرير سيناء         |        |        |                                                                          |         |                                             |                                                          |                   |               | |          | |
| ميدالية 25 يناير                           |        |        |                                                                          |         | - عسكري للقوات المسلحة - يجوز منحه للمدنيين |                                                          |                   |               | * قرار رئيس المجلس الأعلى للقوات المسلحة رقم 18 لسنة 2012 - قرار رئيس المجلس الأعلى للقوات المسلحة رقم 42 لسنة 2012 |          | هي ميدالية عسكرية مصرية أنشأت في يناير عام 2012 بمرسوم بقانون من المجلس الأعلى للقوات المسلحة الذي كان يحكم مصر في ذلك الوقت, تخليداً لذكرى ثورة 25 يناير 2011. وتتكون الميدالية من طبقة واحدة من البرونز، وتم تخصيص علامة صدر لحامليها، وتمنح لأفراد القوات المسلحة الموجودين في الخدمة يوم 25 يناير 2011، ويحملها جميع الضباط والدرجات الأخرى من رجال الجيش، وجميع طلبة الكليات والمعاهد والمدارس العسكرية، وجميع العاملين المدنيين بالقوات المسلحة. |
| ميدالية 30 يونيو 2013                      |        |        |                                                                          |         | - عسكري للقوات المسلحة - يجوز منحه للمدنيين |                                                          |                   |               | قرار رئيس الجمهورية رقم 50 لسنة 2014                                                                                |          | هي ميدالية عسكرية مصرية أنشأت في فبراير عام 2014 بقرار جمهوري من الرئيس عدلي منصور تخليداً لذكرى الثورة. وتتكون الميدالية من طبقة واحدة من البرونز، وتم تخصيص علامة صدر لحامليها، وتمنح لأفراد القوات المسلحة الموجودين في الخدمة يوم 30 يونيو 2013، حيث يحملها جميع الضباط والدرجات الأخرى من رجال الجيش، وجميع طلبة الكليات والمعاهد والمدارس العسكرية، وجميع العاملين المدنيين بالقوات المسلحة. |